# Kniażewe
Kniażewe (ukr. Княжеве) – stacja kolejowa w pobliżu miejscowości Wysoke, w rejonie tulczyńskim, w obwodzie winnickim, na Ukrainie. Położona jest na linii Żmerynka – Odessa.